# VMware Fusion
VMware Fusion is een virtualisatieprogramma van VMware waarmee besturingssystemen gedraaid kunnen worden binnen een ander besturingssysteem. Fusion is beschikbaar voor macOS.

## Beschrijving
De eerste versie van VMware Fusion werd uitgebracht op 6 augustus 2007. De software gebruikt een combinatie van para- en hardwarevirtualisatie, die mogelijk werd toen Apple de overstap maakte naar Intel-processors in 2006. Fusion gebruikt Intel VT, een extensie die met het Intel-platform beschikbaar werd.
Fusion ondersteunt onder meer de besturingssystemen Windows, Linux, NetWare, Solaris en oudere versies van macOS.

## Systeemeisen
- Mac-computer met een Intel-processor
- Minimaal 4 GB RAM
- 750 MB vrije schijfruimte
- 5 GB schuifruimte voor elke virtuele machine
- Besturingssysteem
  - VMware Fusion 8: OS X 10.9 Mavericks of nieuwer
  - VMware Fusion 11: OS X 10.11 El Capitan of nieuwer
  - VMware Fusion 12: macOS 10.15 Catalina of nieuwer